# جو تشارلز
جو تشارلز (بالإنجليزية: Joe Charles)‏ هو فنان قتال مختلط أمريكي، ولد في 18 يوليو 1958 في الولايات المتحدة.

## وصلات خارجية
- جو تشارلز على موقع يو إف سي (الإنجليزية)
- جو تشارلز على موقع شيردوغ (الإنجليزية)
- جو تشارلز على موقع IMDb (الإنجليزية)